# Concurso Internacional de Diseño de Asentamientos Espaciales

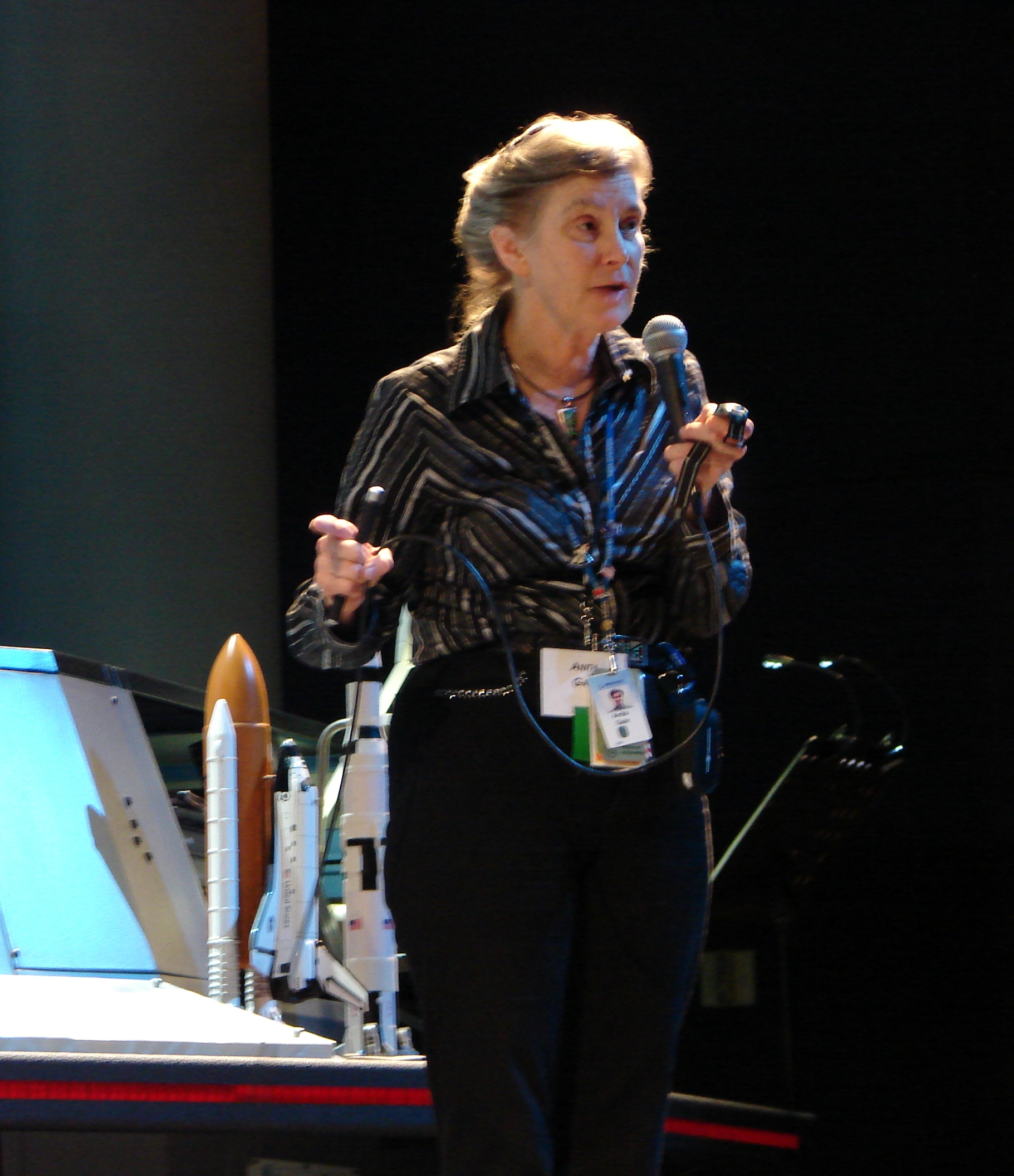
Anita Gale, fundadora del Concurso Internacional de Diseño de Asentamientos Espaciales

El International Space Settlement Design (en español Concurso Internacional de Diseño de Asentamientos Espaciales), más comúnmente conocido en inglés como "SpaceSet", "ISSDC" o "Inters", es un concurso anual fundado por Anita Gale, Dick Edwards y Rob Kolstad. La competencia cuenta con el apoyo de varias organizaciones aeroespaciales, de ingeniería y educativas, incluida la NASA. El concurso es para estudiantes de secundaria y simula la experiencia de trabajar en el equipo de propuestas de una empresa aeroespacial. A estos equipos, conocidos como "empresas", se les pide que diseñen una colonia espacial para cumplir con una solicitud de propuestas (RFP).

## Historia
En 1983, cuando los Boy Scouts of America estaban haciendo planes para la Conferencia Nacional de Exploración de 1984, el grupo directivo del Clúster de Ciencia e Ingeniería buscaba incluir un evento relacionado con el espacio. Evelyn Murray, de la Sociedad de Mujeres Ingenieras, conocía a Anita Gale, quien trabajó en el Programa del transbordador espacial. Siguieron cartas, recomendando y ampliando ideas, y concluyendo con una llamada telefónica entre Gale en California y Rob Kolstad (miembro del grupo directivo) en Texas. Hicieron una lluvia de ideas y crearon la estructura básica del evento para que fuera tanto un concurso de diseño como un juego de simulación de gestión. Gale y Dick Edwards escribieron los materiales del juego. El primer Concurso de Diseño de Asentamientos Espaciales se llevó a cabo en la Universidad Estatal de Ohio en agosto de 1984, con aproximadamente 75 participantes. El evento resultó un gran éxito. El astronauta Story Musgrave pasó por aquí para ver presentaciones de diseño.
El Grupo de Exploradores de Ciencia e Ingeniería (encabezado por Brian Archimbaud) quedó impresionado por este evento y se decidió garantizar que continuara de alguna forma. El Dr. Peter Mason y el Puesto de Exploración Espacial del Jet Propulsion Laboratory (Laboratorio de Propulsión a Reacción) de la NASA en Pasadena, California, acordaron probar el formato a nivel local. El primer SpaceSet (nombre propuesto por Nathan Hawkins del Space Exploration Post) se celebró en 1986. Se llevaron a cabo dieciocho competiciones SpaceSet en el JPL, con la participación continua de Anita Gale, Dick Edwards, Rob Kolstad y el Dr. Mason. Cada año participaron hasta 160 jóvenes, con un desafío de diseño diferente planteado en cada evento. Los organizadores del concurso solicitaron diseños de asentamientos espaciales en la órbita de la Tierra, en la Luna, en y en órbita alrededor de Marte, y en y en órbita alrededor de Venus (se incluyeron algunas alteraciones atmosféricas limitadas para hacerlo habitable). Se requería que un asentamiento en órbita terrestre fuera capaz de trasladarse a otro sistema solar.
El primer concurso nacional anual se organizó cuando el director ejecutivo internacional de SpaceWeek, Brian Archimbaud, consideró que un concurso de diseño de asentamientos espaciales sería una inclusión apropiada para conmemorar el 25.º aniversario del primer alunizaje. El evento nacional tuvo lugar del 17 al 19 de julio de 1994 en Washington D. C.. Los astronautas y cosmonautas reclutados como voluntarios para este evento quedaron tan impresionados con su valor educativo que insistieron en que continuara como un evento anual.
Después de que en 1994 Brian Archimbaud dejara SpaceWeek International, la organización decidió no seguir apoyando el programa. En 1995 Epcot acordó ayudar en Walt Disney World, a Gale y Edwards a cumplir la promesa hecha a los astronautas y cosmonautas. En 1996, el concurso adquirió nuevos anfitriones: el Centro de Educación Espacial y el Centro Espacial Kennedy (KSC) de la NASA.
El patrocinio de The Boeing Company hizo posible la continuación del Concurso Internacional Anual de Diseño de Asentamientos Espaciales. En 2001, la sede de la competencia de KSC se trasladó a instalaciones más espaciosas en el Centro de Conferencias Kurt Debus, operado por el KSC Visitor Complex (Complejo de visitantes del Centro Espacial Kennedy). En 2005, esta instalación no estuvo disponible debido a un vuelo planificado del transbordador espacial y se hicieron arreglos alternativos en hoteles en Titusville. Cuando un vuelo del transbordador espacial en 2006 hizo que las instalaciones del KSC no volvieran a estar disponibles, los organizadores de la competencia decidieron trasladar permanentemente las competencias finalistas al Centro Gilruth en el Centro Espacial Johnson en Houston, Texas. Desde entonces, el ISSDC ha regresado a KSC como su sede principal para su competencia finalista.
Los esfuerzos voluntarios que hacen posible la competencia son aportados por miembros de las Secciones del Instituto Americano de Aeronáutica y Astronáutica en Texas y el Condado de Orange (California), la Sociedad de Mujeres Ingenieras en Texas, la Compañía Boeing, NASA JSC y otras entidades del área alrededor de JSC.
Además de SpaceSet en el JPL, se han llevado a cabo eventos locales basados en el formato del Concurso de Diseño de Asentamientos Espaciales para el Centro de Investigación de Vuelo Dryden de la NASA (Antelope Valley y Victor Valley, California), el Centro Espacial Johnson de la NASA (Houston, Texas) y White Sands de la NASA. Instalación de pruebas (Las Cruces, Nuevo México).
La idea de una competición semifinal la sugirió por primera vez Mark Shaw de Brisbane. En 2004, los asesores de un equipo finalista de Patiala preguntaron si se podría realizar una competición en Asia. En cuestión de meses, Gale y Edwards desarrollaron los procedimientos para la primera competencia semifinalista, con Abhishek Agarwal en la India, y el viaje se organizó gracias a una generosa donación de The Boeing Company. La primera competición semifinalista se llevó a cabo en el American Center de Delhi en diciembre de 2004. Mark Shaw formó un comité que llevó a cabo la primera competición semifinalista australiana en enero de 2007. A partir de 2008, el evento JSC local fue declarado semifinal de ISSDC y las competencias regionales seleccionaron finalistas de América Latina y Europa del Este. En 2010 se estableció una semifinal para el Reino Unido y Europa Occidental. Esto ha servido en gran medida para seleccionar estudiantes del Reino Unido para formar los equipos del Reino Unido y la UE occidental en la final del ISSDC a partir de enero de 2020, debido a la falta de competiciones regionales en Europa occidental.
En 2008, el concurso fue reconocido con la entrega de dos premios a Gale. La Sociedad Espacial Nacional entregó el Premio Pionero Espacial en la categoría de Educador. The Boeing Company entregó la Copa William Allen al Servicio Voluntario Excepcional.

## Esquema de la competencia
El ISSDC se divide en dos rondas: la ronda de clasificación y la final internacional. Si bien los participantes suelen ser equipos con afiliación a una escuela secundaria, se permiten equipos independientes siempre que también estén en el grupo de edad de la escuela secundaria. Han llegado equipos de India, Australia, Austria, China, Reino Unido, Uruguay, Pakistán y Rumania, además de Estados Unidos. Un equipo de coalición notable en la historia de la competencia incluyó miembros de Argentina, Austria, Canadá, Países Bajos, Polonia, Ucrania y Estados Unidos.
El concurso utiliza una organización ficticia llamada Foundation Society para crear un escenario futurista para el concurso en el siglo XXI, y los competidores deben utilizar extensiones plausibles de la tecnología actual en sus propuestas (por ejemplo, sin 'fusión fría' ni ascensores espaciales). La Sociedad Fundación emite un comunicado de prensa varios días antes del evento del concurso. Este documento en prosa, al estilo de un reportaje informativo o una rueda de prensa, detalla la ubicación y el propósito del acuerdo espacial que los competidores deberán diseñar. Esto tiene como objetivo brindar a los estudiantes la oportunidad de realizar investigaciones independientes sobre el área temática. El día del concurso se crean empresas ficticias, con tamaños que varían aproximadamente entre 8 y 60, dependiendo de la asistencia, que compiten por un "contrato" con la Foundation Society para construir el asentamiento espacial. Los equipos que participan en la competencia a menudo se combinan con otros para formar empresas más grandes y permitir que más estudiantes compitan en un evento. Cada empresa nombrará estudiantes 'funcionarios' dentro de la empresa; estos incluyen un presidente de la empresa, un vicepresidente de ingeniería y un vicepresidente de marketing y ventas (un nombre tomado de la industria pero no representativo del puesto). A cada empresa se le asignan 'CEO' adultos que son exalumnos voluntarios de la competencia o profesionales en una industria relevante. Los directores ejecutivos sirven para apoyar a los estudiantes y ayudar a garantizar el buen desarrollo del evento; no tienen poder ejecutivo dentro de la empresa estudiantil más allá de las decisiones necesarias para la protección de los estudiantes.
Una vez que los estudiantes de todas las empresas se hayan dividido en "departamentos" responsables de los diferentes elementos del desafío, los departamentos podrán asistir a una "Presentación/Sesión de Capacitación Técnica" para brindar más información sobre cómo trabajar de manera efectiva en su área del desafío. Una vez que se hayan completado, se entregarán al Presidente de cada empresa varias copias de la Solicitud de Propuesta para que las distribuya a su empresa. Este documento detalla todos los requisitos de desempeño que exige el asentamiento a diseñar, desglosados por área departamental: Ingeniería Estructural, Ingeniería de Operaciones e Infraestructura, Ingeniería de Factores Humanos, Ingeniería de Automatización, Desarrollo de Negocios y Requisitos Básicos y Cronograma y Costo que quedan excluidos. de los departamentos formados.
Las empresas tienen un tiempo limitado para crear una respuesta a la RFP detallada en una presentación de diapositivas antes de presentarla ante un panel de jueces. Las presentaciones tienen una duración restringida y las presentaciones de diapositivas están restringidas a un número específico de diapositivas. Las presentaciones pueden utilizar cualquier formato para describir la respuesta de una empresa a la RFP; Estos suelen incluir ilustraciones, diagramas, modelos CAD y renderizados, así como texto sin formato. Los concursos varían en cuanto a si permiten que durante la evaluación se considere material más allá del archivo de presentación de diapositivas y la presentación en vivo. Después de la presentación, las empresas deben responder a un número limitado de preguntas sobre su diseño por parte del panel de jueces.

### Ronda de clasificación
La ronda de clasificación se conoce como Concurso de Diseño de Asentamientos Espaciales (SSDC) en Estados Unidos. Normalmente, el concurso dura 21 horas y los jueces anuncian la empresa ganadora unas horas después de la presentación de las propuestas. Los miembros de la empresa ganadora podrán participar en el concurso internacional. Unas semanas después de la ronda de clasificación de abril, 12 miembros del equipo propuesto ganador son invitados a la competición internacional.
En 2005, 2007 y 2009, se introdujeron competiciones de clasificación regionales para Asia, Australia y Europa, respectivamente. Estos concursos implican diversas tareas, que van desde el diseño de vehículos hasta el diseño de asentamientos. La organización de estas competiciones es muy parecida a la de las finales internacionales. Antes de la introducción de las competiciones de clasificación regionales, los equipos de estas regiones tenían que clasificarse a través de la ronda de clasificación principal.
Las competencias regionales globales seleccionan a sus participantes para el ISSDC a través de una competencia en un formato similar a las finales internacionales, aunque se lleva a cabo en un período de tiempo más corto. El grupo Asian Regional SSDC (ARSSDC) gestiona dos rondas de clasificación; el ARSSDC y el SSDC Nacional Indio, los cuales envían participantes a las finales internacionales. Space Design Competitions Australia gestiona el Concurso Australiano de Diseño Espacial (ASDC), cuya final nacional, que se celebra anualmente en la Universidad de Queensland, es una ronda de clasificación para el ISSDC. Todas estas rondas de clasificación operan una Competencia de Propuestas para permitir que los equipos califiquen para su competencia de la ronda de clasificación de ISSDC; esto desafía a los estudiantes a enviar una respuesta a una RFP en su propio tiempo, generalmente a lo largo de varios períodos escolares. Los equipos que ofrezcan las mejores presentaciones están invitados a la competencia de la ronda de clasificación de ISSDC. Estas rondas de clasificación se realizaron mediante entrada paga.
El Concurso de Diseño de Asentamientos Espaciales del Reino Unido (UKSDC) funciona de manera diferente; La final nacional del Reino Unido, que se celebra anualmente en el Imperial College de Londres, funciona como una ronda de clasificación del ISSDC. La final nacional se alimenta de varias competencias regionales del Reino Unido, cada una de ellas similar en formato a la Final Nacional del Reino Unido pero que se lleva a cabo durante un solo día, y de la Competencia de Video, una competencia de propuestas donde se requieren presentaciones en el formato de un video de cinco minutos. La participación en la ronda de clasificación del Reino Unido es gratuita y está financiada por patrocinadores y donaciones.
Todas las competiciones clasificatorias utilizan una RFP similar que cambia año tras año. La RFP clasificatoria generalmente tiene vínculos directos o temáticos con la RFP que se establecerá en las Finales Internacionales.

### Finales internacionales
En la competición internacional, que se celebra a finales de julio o principios de agosto, se crean cuatro nuevas empresas y cada equipo de distintos países puede traer 12 miembros. Antes de 2006, las empresas estaban compuestas por dos equipos, pero desde entonces se han formado empresas con más equipos y miembros (tres equipos clasificados en 2009, y tres equipos clasificados y un equipo invitado en 2010). Luego, estas empresas reciben otra RFP para completar una propuesta de diapositiva en 43 horas. A diferencia de la ronda de clasificación, a las empresas también se les ofrecen "carreras del Equipo Rojo" el segundo día de la competencia, durante las cuales tienen la oportunidad de presentar sus diapositivas frente a los jueces antes de la presentación final para recibir comentarios.

## Componentes de la propuesta
En la RFP se señalan cinco disciplinas generales de ingeniería y la estructura de la empresa está dividida. Estas secciones se basan en los diversos factores necesarios en el diseño de una colonia y para su función. La RFP divide su contenido entre estas secciones para guiar a los competidores hacia las tareas con las que más se involucrarán y serán capaces de completar en función de sus habilidades e intereses individuales.
- Ingeniería Estructural supervisa el diseño y los materiales utilizados para construir la colonia. El departamento de Estructura es responsable del diseño externo del asentamiento y su uso interno del suelo. Este departamento debe diseñar los elementos mecánicos que mantienen la presión, la temperatura, la protección radiológica y otros factores, como la gravedad artificial. Los diseños realizados por el departamento estructural deben ser detallados en cuanto a su tamaño, geometría y método de fabricación. La construcción final del asentamiento también es competencia de este departamento.

- Ingeniería de Operaciones es responsable del diseño y planificación del mantenimiento de los servicios críticos requeridos por el asentamiento espacial. Estos servicios incluyen, entre otros, manejo de desechos líquidos, manejo de desechos sólidos, manejo de la atmósfera, generación y distribución de energía eléctrica y funciones relacionadas con el objeto del asentamiento.

- Factores humanos diseña el espacio habitable interior de la colonia y diseña los servicios necesarios para la comunidad del asentamiento. Para aquellas colonias donde se deben diseñar y asignar espacios de vivienda personal, el diseño de las viviendas está a cargo del departamento de Factores Humanos. La asignación de terrenos interiores es administrada por este departamento, trabajando junto con los departamentos Estructural y de Operaciones, con diseños comunitarios que incorporan elementos residenciales, comerciales e industriales.

- Diseño y servicios de automatización determina las funciones automatizadas de la liquidación. El departamento de Automatización determina cómo se utilizarán los robots en la colonia, incluso durante su construcción, mantenimiento y operación. Este departamento diseña cómo se implementarán las comunicaciones externas y las redes internas de datos.

- Desarrollo Comercial es el responsable de detallar las actividades lucrativas del asentamiento. Esta sección está conectada con otras secciones sobre temas de oportunidades comerciales, costos de fabricación industrial, investigación y desarrollo y costos de mantenimiento.

La propuesta también incluye una sección requerida titulada "Calendario y costos", que describe el cronograma de construcción, detallado por ubicación y etapas, y el costo inicial total detallado por sección principal y por etapa de construcción. Sólo durante la final se agrega una sección adicional conocida como "Estudios Especiales", que incluye planes de procedimientos de emergencia para reaccionar ante dos escenarios de desastre, según lo indicado en la Solicitud de Propuesta (RFP). Los escenarios descritos cambian año tras año.

## Premios
En el concurso internacional, se "adjudica el contrato" a la empresa con la mejor propuesta.
- Mejor presentación del equipo

Este premio se estableció para la mejor presentación de todas las empresas. Los ganadores son elegidos por el panel de jueces de la Fundación Society.
- Premio Dick Edwards

En honor al cofundador del concurso, fallecido a principios de 2009, se estableció este premio para el mejor líder estudiantil de cada empresa. Los ganadores son elegidos por asesores y "CEO" de la empresa.